# Кармо-1 Ле-Сегала
Кармо́-1 Ле-Сегала́ (фр. Carmaux-1 Le Ségala) — кантон во Франции, находится в регионе Юг-Пиренеи, департамент Тарн. Входит в состав округа Альби.
Код INSEE кантона — 8105. В состав кантона входит 32 коммуны и часть коммуны Кармо. Центральный офис расположен в Кармо.
Кантон был создан 22 марта 2015 года. В состав новообразованного кантона вошли коммуны упразднённых кантонов Валанс-д’Альбижуа (14 коммун), Памплон (9 коммун), Вальдерьес (8 коммун), Кармо-Нор (1 коммуна) и часть коммуны Кармо.

## История
Новая норма административного деления, созданная декретом от 17 февраля 2014 года, вступила в силу на первых региональных (территориальных) выборах (новый тип выборов во Франции). Таким образом, единые территориальные выборы заменяют два вида голосования, существовавших до сих пор: региональные выборы и кантональные выборы (выборы генеральных советников). Первые выборы такого типа, на которых избирают одновременно и региональных советников (членов парламентов французских регионов), и генеральных советников (членов парламентов французских департаментов), состоялись в два тура 22 и 29 марта 2015 года. Эта дата официально считается датой создания новых кантонов и упразднения части старых. Начиная с этих выборов, советники избираются по смешанной системе (мажоритарной и пропорциональной). Избиратели каждого кантона выбирают Совет департамента (новое название генерального Совета): двух советников разного пола. Этот новый механизм голосования потребовал перераспределения коммун по кантонам, количество которых в департаменте уменьшилось вдвое с округлением итоговой величины вверх до нечётного числа в соответствии с условиями минимального порога, определённого статьёй 4 закона от 17 мая 2013 года.

## Население
Население кантона на 2015 год составляло … человек.

## Коммуны кантона
| Коммуна             | Население, чел. (2012) | Почтовый индекс | Код INSEE |
| ------------------- | ---------------------- | --------------- | --------- |
| Альмерак            | 285                    | 81190           | 81008     |
| Андук               | 383                    | 81350           | 81013     |
| Ассак               | 152                    | 81340           | 81019     |
| Валанс-д’Альбижуа   | 1319                   | 81340           | 81308     |
| Вальдерьес          | 816                    | 81350           | 81306     |
| Жукевьель           | 103                    | 81190           | 81110     |
| Кадикс              | 230                    | 81340           | 81047     |
| Кармо               |                        | 81400           | 81060     |
| Креспен             | 125                    | 81350           | 81072     |
| Креспине            | 170                    | 81350           | 81073     |
| Куррис              | 82                     | 81340           | 81071     |
| Лакапель-Пине       | 70                     | 81340           | 81122     |
| Ледас-э-Пэнтьес     | 156                    | 81340           | 81141     |
| Ле-Дурн             | 128                    | 81340           | 81082     |
| Мирандоль-Бурньюнак | 1064                   | 81190           | 81168     |
| Монторьоль          | 50                     | 81190           | 81172     |
| Муларес             | 277                    | 81190           | 81186     |
| Падьес              | 197                    | 81340           | 81199     |
| Памплон             | 805                    | 81190           | 81201     |
| Розьер              | 764                    | 81400           | 81230     |
| Сен-Грегуар         | 482                    | 81350           | 81253     |
| Сен-Жан-де-Марсель  | 376                    | 81350           | 81254     |
| Сен-Жюльен-Голен    | 215                    | 81340           | 81259     |
| Сен-Мишель-Лабадье  | 84                     | 81340           | 81264     |
| Сен-Сирг            | 211                    | 81340           | 81247     |
| Сент-Жем            | 844                    | 81190           | 81249     |
| Серенак             | 471                    | 81350           | 81285     |
| Соснак              | 540                    | 81350           | 81277     |
| Танюс               | 523                    | 81190           | 81292     |
| Треба               | 408                    | 81340           | 81303     |
| Требан              | 43                     | 81190           | 81302     |
| Фоссерг             | 144                    | 81340           | 81089     |
| Фрессин             | 95                     | 81340           | 81094     |